# Coatesville, Pennsylvania
Coatesville là một thành phố thuộc quận Chester, tiểu bang Pennsylvania, Hoa Kỳ. Năm 2010, dân số của thành phố này là 13100 người.